# Алешковская волость (Севский уезд)
Але́шковская волость — административно-территориальная единица в составе Севского уезда.
Административный центр — село Алешковичи.

## История
Волость была образована в ходе реформы 1861 года.
В мае 1924 года, при укрупнении волостей, Алешковская волость была упразднена, а её территория включена в состав Суземской волости.
Ныне территория бывшей Алешковской волости входит в Суземский район Брянской области.

## Административное деление
В 1920 году в состав Алешковской волости входили следующие сельсоветы: Алешковичский, Винторовский, Добрунский, Зёрновский, Невдольский, Никольский, Новинский, Подгороднеслободский, Шилинский 1-й и 2-й, Щепетлевский.